# Didier Guillaume
Didier Guillaume (Bourg-de-Péage, 11 de mayo de 1959-Niza, 17 de enero de 2025) fue un político francés que se desempeñó como Ministro de Agricultura y Alimentación en el gobierno del Primer Ministro Édouard Philippe de 2018 a 2020.

## Carrera política
Miembro del Partido Socialista hasta 2018, fue alcalde de su ciudad natal de 1995 a 2004, Presidente del Consejo General de Drôme de 2004 a 2015, Senador por Drôme de 2008 a 2018 y presidente del grupo Socialista en el Senado de 2014 a 2018. Para las primarias ciudadanas del Partido Socialista de 2017, fue el director de campaña de Manuel Valls Galfetti.
Después de asumir el cargo de Ministro de Agricultura, prometió tomar sus decisiones "con independencia" de los grupos de presión de la industria.  Durante la pandemia de COVID-19, Gulliaume pidió a los ciudadanos desempleados que ayudaran a los agricultores del país en su proceso de producción, ya que los trabajadores extranjeros de temporada estaban ausentes. 50 000 personas respondieron favorablemente.
Guillaume fue anunciado como el próximo Ministro de Estado de Mónaco el 10 de junio de 2024, para suceder al titular Pierre Dartout por un mandato de cuatro años a partir del 2 de septiembre.
Falleció en Niza pocos meses después de su nombaramiento al cargo, el 17 de enero de 2025 a la edad de 65 años. Previo a su fallecimiento, había sido hospitalizado por una enfermedad el 10 de enero.